# Boulouf
Le Boulouf (ou Blouf ou Bluf) est une région de Basse-Casamance, au sud-ouest du Fogny, à 40 km à l'ouest de Bignona et au nord du fleuve Casamance.
Le village principal, Thionck-Essyl est de fait la capitale du Boulouf, de plus de 11 000 habitants, avec ses collèges, ses lycées, son hôpital. On y accède principalement par une piste qui part de Tendième, qui deviendra goudronnée en 2008. La population est constituée en majorité de Diolas. La végétation est de type brousse et de mangroves.
On y parle le diola-fogny.